# Yakima County
Yakima County är ett county i delstaten Washington, USA. Den administrativa huvudorten (county seat) är Yakima.

## Geografi
Enligt United States Census Bureau har countyt en total area på 11 167 km². 11 127 km² av den arean är land och 40 km² är vatten.

### Angränsande countyn
- Pierce County, Washington - nordväst
- Lewis County, Washington - väst
- Skamania County, Washington - sydväst
- Kittitas County, Washington - nord
- Klickitat County, Washington - syd
- Grant County, Washington - nordöst
- Benton County, Washington - öst

### Orter
- Grandview
- Granger
- Harrah
- Mabton
- Moxee
- Naches
- Selah
- Sunnyside
- Tieton
- Toppenish
- Union Gap
- Wapato
- Yakima (huvudort)
- Zillah